# Rhytidophyllum coccineum
Rhytidophyllum coccineum är en tvåhjärtbladig växtart som beskrevs av Ignatz Urban. Rhytidophyllum coccineum ingår i släktet Rhytidophyllum och familjen Gesneriaceae. Inga underarter finns listade i Catalogue of Life.